# José Moreira (football)
Pour les articles homonymes, voir José Moreira et Moreira.
 (novembre 2013).
Si vous disposez d'ouvrages ou d'articles de référence ou si vous connaissez des sites web de qualité traitant du thème abordé ici, merci de compléter l'article en donnant les références utiles à sa vérifiabilité et en les liant à la section « Notes et références ».
José Filipe da Silva Moreira est un footballeur international portugais né le 20 mars 1982 à Porto dans la paroisse de Massarelos. Il évolue au poste de gardien de but.
Avec l'équipe du Portugal, Moreira a joué avec toutes les sélections chez les jeunes, il est également apparu avec la sélection B et A. Il fait partie du groupe portugais qui a est finaliste de l'Euro 2004.

## Biographie

### Enfance (1982-1999)
José Moreira a bien failli ne pas devenir le gardien qu'il est aujourd'hui, pendant son enfance il affectionnait plus particulièrement le poste de milieu offensif. C'est son père qui vit le potentiel qu'il avait comme gardien de but. José Moreira a suivi les conseils de son père en jouant gardien de but. Il tente sa chance au centre de formation de Salgueiros avec succès.
À seulement 15 ans, José Moreira était déjà courtisé par les meilleurs clubs portugais : Benfica, Sporting Portugal, FC Porto et Boavista voulaient le gardien dans leur équipe de jeunes. C'est Benfica qui fit la meilleure proposition à Salgueiros. Les deux années qui suivirent cet achat, José Moreira continua de jouer deux saisons pour Salgueiros. Après ces deux années, Moreira intégra officieusement l'effectif professionnel de Benfica à seulement 17 ans.
Cette nouvelle sera suivie par sa convocation en sélection pour l'Euro des moins de 18 ans. Après cette compétition, José Moreira prit part à la préparation estivale de Benfica.

### SL Benfica (2001-2011)
Lors de la saison 1999-2000, José Moreira prit position sur le banc pendant les blessures des suppléants de Robert Enke, titulaire alors. En 2000, il remporta le championnat des équipes de jeunes avec Benfica et le tournoi de Toulon avec les moins de 20 ans portugais.
José Moreira joua son premier match officiel en 2001 pendant le match contre le Vitoria Guimaraes à la suite de la blessure de Robert Enke tôt dans le match. Ce jour-là, il garda sa cage inviolée.
Il démarra son premier match comme titulaire le 9 mars 2002 contre Gil Vicente.
Il devient ensuite le gardien numéro 1 à la fin de la saison 2001-2002 après le départ de Robert Enke au FC Barcelone.
José Moreira se révéla aux yeux de l'Europe durant la saison 2003-2004 où il fit ses premiers pas en Coupe UEFA contre Molde. Cette saison-là, il remporta la Coupe du Portugal en battant l'équipe du FC Porto de José Mourinho.
Sa saison finira en apothéose puisqu'il garda les cages des espoirs portugais pendant le tournoi international Vale do Tejo où il sera élu meilleur gardien de la compétition.
Il sera ensuite sélectionné comme remplaçant pendant l'Euro 2004 où le Portugal était le pays organisateur qui alla jusqu'en finale.
Il finit son bel été par sa participation aux Jeux Olympiques de 2004 où il sera titulaire.
La saison suivante, il remporta le championnat portugais et alla jusqu'en finale de la Coupe du Portugal avec Benfica, durant cette saison la place de titulaire aura été partagée entre Moreira et une nouvelle recrue à ce poste Quim qui lui aussi était sélectionné à l'Euro 2004. Ce partage n'aura pas été dû à la concurrence, mais à une grave blessure au genou contractée le 18 octobre 2004. Cette blessure lui fera manquer également le début de la saison 2005-2006 en plus de la fin de la saison 2004-2005.
Lorsqu'il revint à la compétition, il ne retrouva pas une place de titulaire, Quim ayant toute la confiance de l'entraîneur cette saison-là, c'est-à-dire Ronald Koeman.
Ce scénario se poursuivit également la saison suivante malgré le changement d'entraîneur, Fernando Santos faisant lui aussi confiance à Quim.
Durant l'été 2007, alors qu'il semblait refaire surface et pouvoir postuler à une place de titulaire, il se blessa cette fois à son autre genou. Il sera indisponible 4 mois.
Après le départ de Butt au Bayern Munich l'été dernier, Moreira a récupéré sa place de numéro 2 dans la hiérarchie des gardiens.

### Swansea City (2011-2012)
Le 9 juillet 2011, il signe pour Swansea City, dans le cadre d'un transfert de 850 milles euros (montant que beaucoup trouveront trop peu élevée pour le talent du joueur. Tout juste promu en Premier League, il espère devenir le titulaire indiscutable de cette équipe ce qui n'arrivera jamais, il occupe le poste de troisième gardien.
Il jouera son unique match en EFL Cup, il jouera 90 minutes et encaissera trois buts.

## Palmarès

### SL Benfica

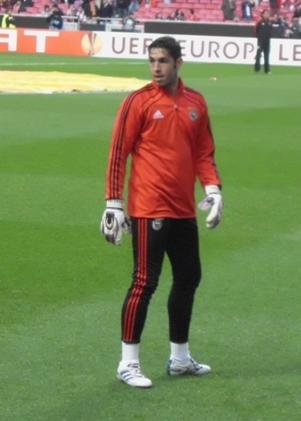
José Morreira en 2011 avant le match SL Benfica VFB Stuttgart en Ligue Europa victoire de Benfica 2-1.

#### saison 2003-2004
- Coupe du Portugal 2003-2004

##### saison 2004-2005
- Championnat du Portugal 2004-2005
- Supercoupe du Portugal 2004-2005

#### saison 2008-2009
- Coupe de la ligue portugaise 2008-2009

##### saison 2009-2010
- Championnat du Portugal 2009-2010
- Coupe de la ligue portugaise 2009-2010

#### saison 2010-2011
- Coupe de la ligue portugaise 2010-2011

### Equipe du Portugal des moins de 18 ans
- Championnat d'europe des moins de 18 ans 1999

- Tournoi de Toulon 2000

## Sélections
- depuis 2009 : Une sélection avec  Portugal